# (9747) 1989 AT
A (9747) 1989 AT a Naprendszer kisbolygóövében található aszteroida. Ueda Szeidzsi és Kaneda Hirosi fedezte fel 1989. január 4-én.